# Friedrich Lau
Karl Friedrich Lau (* 1. Juni 1867 in Lübeck; † 5. Februar 1947 in Stockum bei Krefeld) war ein deutscher Archivar und Historiker.

## Leben und Wirken
Friedrich Lau kam aus einer Kaufmannsfamilie und war ein Sohn des Lübecker Kaufmanns und Zuckerfabrikanten Jochim Ludwig Friedrich Lau (* 13. August 1819 in Lübeck; † 31. Januar 1903) und dessen Ehefrau Anna Therese Auguste, geborene Janick, verwitwete Lau. Seine Mutter war eine Witwe des Bruders von Hermann Heinrich Lau (* 13. August 1832 in Lübeck; † 4. August 1912 ebenda).
Lau besuchte das Katharineum zu Lübeck und studierte ab 1887 Geschichte in Freiburg im Breisgau, Berlin und Bonn. Er beendete das Studium 1891 mit der Promotion zum Dr. phil. Während des Studiums hörte er bei Heinrich von Treitschke, Georg von Below und Reinhold Koser. Von 1893 bis 1897 arbeitete er als Volontär am Kölner Stadtarchiv. Im Oktober 1898 folgte er einem Ruf seines vorherigen Lehrers Koser an das Staatsarchiv Berlin. Er arbeitete bis zum Januar 1901 als Archivassistent am Staatsarchiv Stettin und anschließend bis zum Oktober 1902 am Staatsarchiv Düsseldorf, wo er auch die Landesbibliothek verwaltete.
Im November 1906 wurde Lau zum königlichen Archivar, im Dezember 1916 zum Archivrat und im April 1920 zum Staatsarchivrat ernannt. 1932 ging er in den Ruhestand. Vom Beginn der Berufstätigkeit bis nach der Pensionierung arbeitete er umfangreich wissenschaftlich. 1896 schrieb er seine zweite wissenschaftliche Arbeit, in der er die kommunale Verfassung und Verwaltung Kölns erklärte, für die er einen Preis der Mevissen-Stiftung erhielt.
Lau studierte umfassend erhaltene Quellen und stellte für die Gesellschaft für Rheinische Geschichtskunde Materialien über die Geschichte von Recht und Verfassung der Städte Siegburg und Neuss und die Topografie Jülichs zusammen. Er überarbeitete das von Johann Friedrich Böhmer begonnene Frankfurter Urkundenbuch (Codex diplomaticus Moenofrancofurtanus), das in zwei Bänden Dokumente zur Geschichte der Stadt Frankfurt am Main von 794 bis 1340 enthält. Außerdem verfasste er bis heute relevante Artikel über die Geschichte Düsseldorfs.
Lau galt als einer der wichtigsten Mitarbeiter des Düsseldorfer Archives, der auch einfache Arbeiten übernahm und so bspw. Beamtenlisten über Jülich-Berg, Düsseldorfer Regierungskollegien und den Hofstaat Johann Wilhelms, der von 1679 bis 1716 an der Macht war, erstellte. In seiner Freizeit beschäftigte er sich mit entomologischen Themen. Während des Zweiten Weltkriegs wurde seine umfangreiche Quellensammlung durch Bombentreffer vernichtet. Aus diesem Grund endeten seine Tätigkeiten als Publizist.

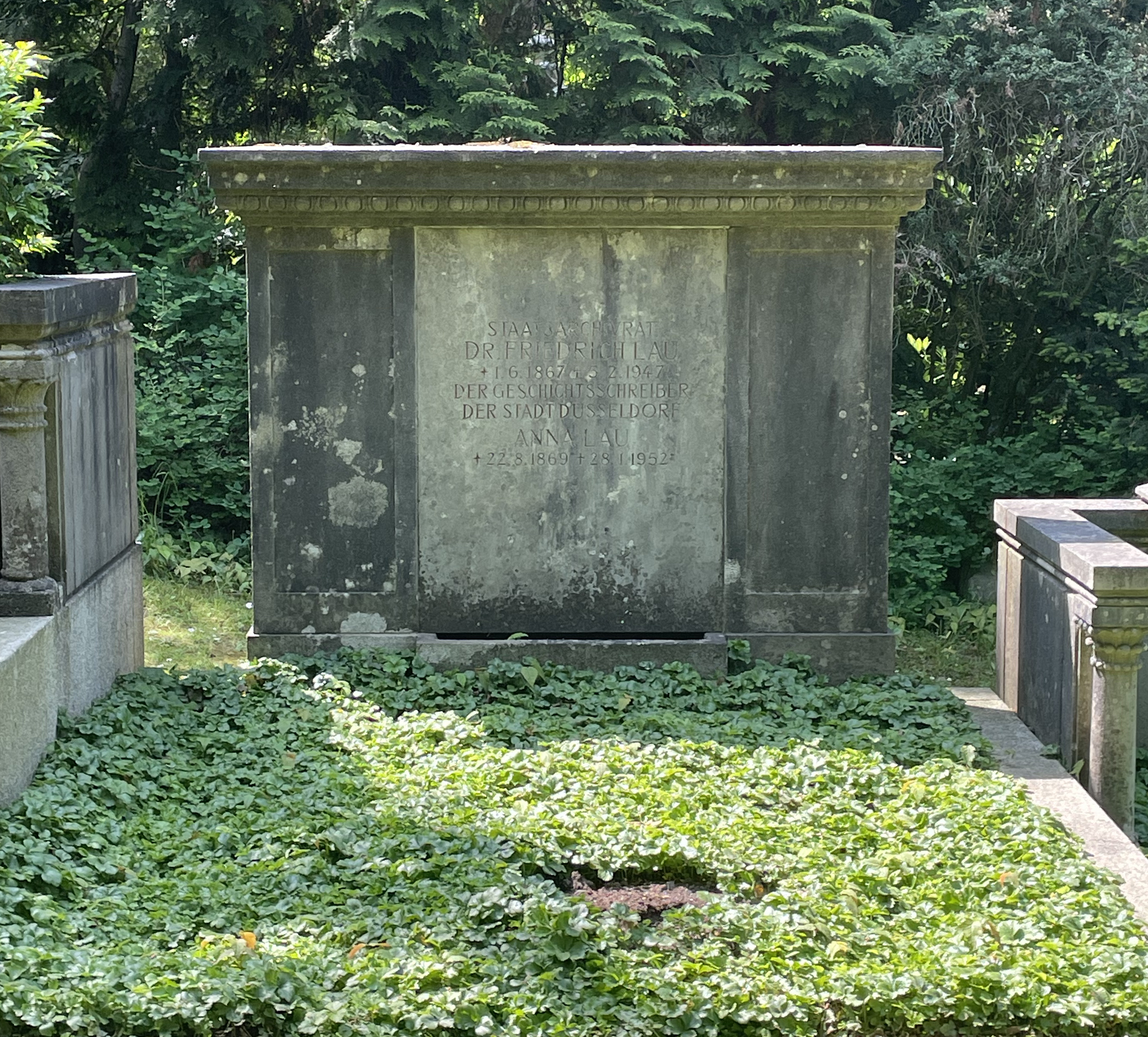
Grabstätte Friedrich Lau und Anna Lau, Nordfriedhof Düsseldorf

Lau starb unverheiratet. Die Grabstätte befindet sich auf dem Nordfriedhof von Düsseldorf.

## Ehrungen
Lau erhielt für sein Schaffen zahlreiche Auszeichnungen. Der Düsseldorfer Geschichtsverein ernannt ihn 1930 zum Ehrenmitglied. Die Düsseldorfer Jonges verliehen ihm 1937 die Goldene Jan Wellem-Medaille.

## Schriften (Auswahl)
- Die erzbischöflichen Beamten in der Stadt Köln während des zwölften Jahrhunderts. M. Schmidt, Lübeck 1891.
- Das Buch Weinsberg. Kölner Denkwürdigkeiten aus dem 16. Jahrhundert. Bd. 3 u. 4. Hanstein, Bonn 1897/1898.
- Entwicklung der kommunalen Verfassung und Verwaltung der Stadt Köln bis zum Jahre 1396 (= Preisschriften der Mevissen-Stiftung. Bd. 1). Behrendt, Bonn 1898.
- (Bearb.): Codex diplomaticus Moenofrancofurtanus (Urkundenbuch der Reichsstadt Frankfurt). Zwei Bände. Baer, Frankfurt am Main 1901/1905 (Nachdruck: Auvermann, Glashütten 1970).
- (Bearb.): Quellen zur Rechts- und Wirtschaftsgeschichte der rheinischen Städte. Bergische Städte. Bd. 1: Siegburg. Hanstein, Bonn 1907.
- (Bearb.): Quellen zur Rechts- und Wirtschaftsgeschichte der rheinischen Städte. Kurkölnische Städte. Bd. 1: Neuss. Hanstein, Bonn 1911.
- Geschichte der Stadt Uerdingen am Rhein. Fohrer, Uerdingen 1913.
- (Bearb.): Geschichte der Stadt Düsseldorf. Bd. 1: Von den Anfängen bis 1815, Bd. 2: Von 1815 bis zur Einführung der rheinischen Städteordnung 1856. Kulturamt, Düsseldorf 1921.
- (mit Otto Redlich): Geschichtsbilder aus Düsseldorf und Umgebung. Lintz, Düsseldorf 1925.
- (Bearb.): Quellen zur Rechts- und Wirtschaftsgeschichte der rheinischen Städte. Jülichsche Städte. Bd. 2: Jülich. Hanstein, Bonn 1932.